# Buck Ait
Buck Ait ist eine Insel in der Themse in Buckinghamshire, England. Die Insel liegt flussaufwärts des Shiplake Lock nahe Sonning.
Die Insel bezieht ihren Namen von den Aalreusen, die hier ausgelegt wurden. Es gibt Berichte aus dem späten 19. Jahrhundert, dass diese hier ein beträchtliches Hindernis für die Schifffahrt darstellten.